# Odilo av Bayern

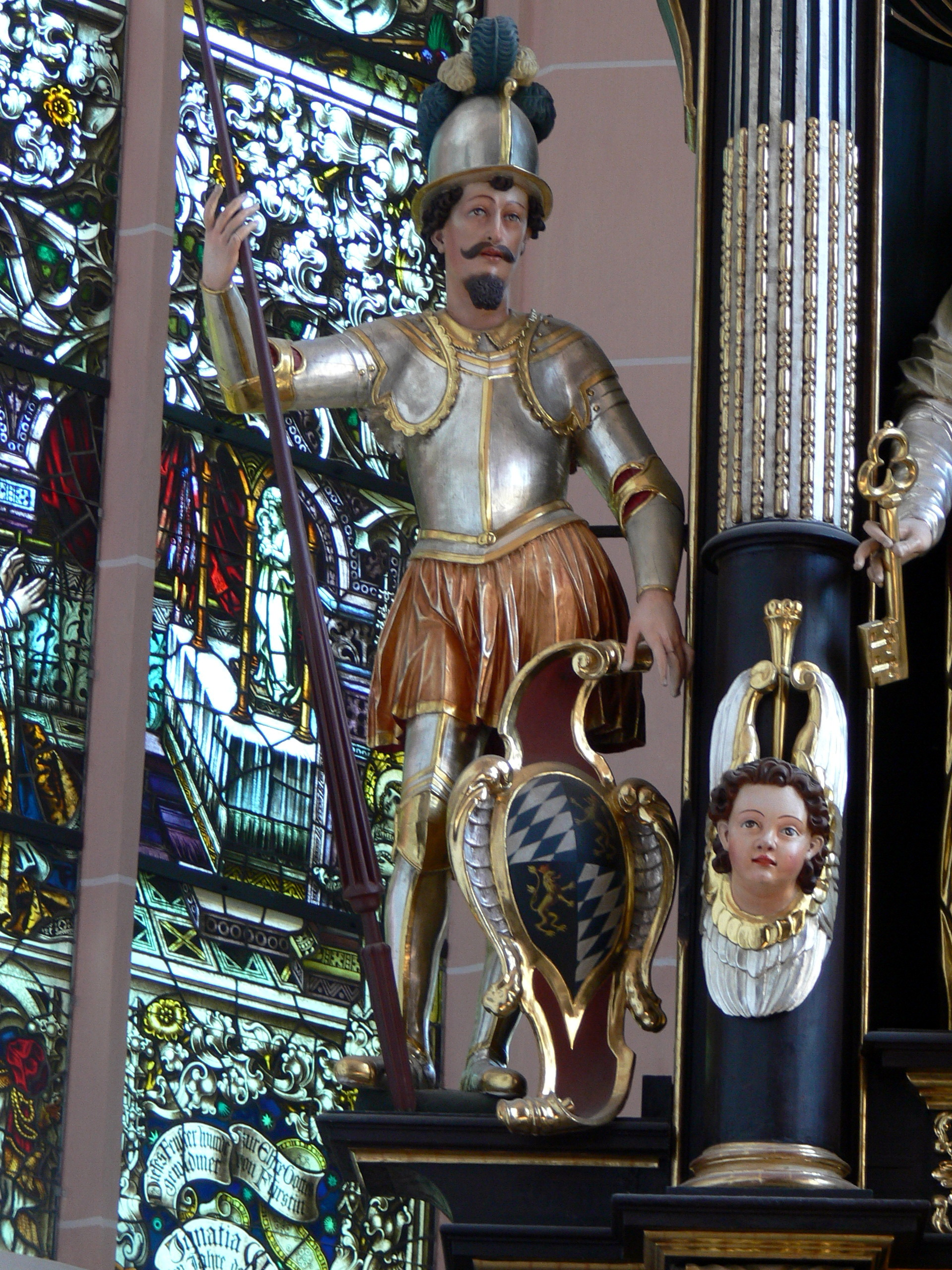
Odilo av Bayern som staty i st.Mikaels kyrka i Mondsee

Odilo av Bayern, död 748, var regerande hertig av Bayern från 737 till 748.